# هارش‌کوت
هارش‌کوت (به مجاری:  Hárskút) یک شهرداری در مجارستان است که در ناحیه وسپرم واقع شده‌است. هارش‌کوت ۳۴٫۴۶ کیلومتر مربع مساحت و ۶۶۱ نفر جمعیت دارد.